# Stanley Miller
Stanley Lloyd Miller (1930-2007) là nhà hóa học người Mỹ gốc Do Thái. Ông là học trò nổi tiếng nhất của Harold Urey. Ông còn là một trong hai người đã tiến hành thí nghiệm nổi tiếng Urey-Miller (người còn lại chính là thầy Urey của ông) để chứng minh những giả thuyết về sự sống mà người thầy của ông đưa ra. Nhờ có thí nghiệm này, Miller và Urey đã chứng minh được giả thuyết của Urey đúng đắn khi phát hiện ra một số amino acid (điều kiện để chứng minh giả thuyết của Urey là đúng đắn). Trong số này, Stanley Miller đã nhận ra được vài loại. 